# Advantage Cars Prague Open 2017
Die Advantage Cars Prague Open 2017 waren ein Tennisturnier der ITF Women’s Circuit 2017 für Damen und ein Tennisturnier der ATP Challenger Tour 2017 für Herren in Prag und fanden zeitgleich vom 24. bis 30. Juli 2017 statt.